# Jerry Sloan
Gerald Eugene Sloan, más conocido como Jerry Sloan, (McLeansboro, Illinois, 28 de marzo de 1942-Salt Lake City, Utah, 22 de mayo de 2020) fue un jugador y entrenador de baloncesto estadounidense de la National Basketball Association. 
Fue uno de los entrenadores más exitosos en la NBA: con un récord de 1223 victorias y 803 derrotas, es el cuarto entrenador con más partidos ganados en la historia de la liga. Sloan consiguió sus 1000 victorias ante los Dallas Mavericks con un resultado de 101-79, lo que hizo que fuese el quinto entrenador en alcanzar esta cifra y el primero en hacerlo con un mismo equipo.
Sloan, que ganó con los Jazz dos campeonatos de Conferencia, consiguió, entre 1988 y 2004, igualar el récord de la NBA de mayor número de temporadas consecutivas con marca ganadora, establecida en 16. Fue el segundo entrenador que durante más tiempo permaneció en una misma franquicia, de 1988 a 2011 con los Utah Jazz, por detrás de Gregg Popovich con los San Antonio Spurs.

## Trayectoria

### Etapa como jugador
Nacido en McLeansboro (Illinois), jugó a baloncesto en la Universidad de Evansville, y después pasó a jugar para los Chicago Bulls durante la época formativa de los Bulls. Él fue el primer jugador seleccionado por los Bulls en el draft de expansión (1966), ganándose el apodo “The Original Bull”. Fue conocido por su tenacidad en defensa, y condujo al recién fundado equipo hasta los playoffs en su primera temporada.
Gozó de una carrera respetable como jugador, siendo All-Star en dos ocasiones, formando parte del Mejor Quinteto Defensivo cuatro veces (1968-69, 1971-72, 1973-75) y dos veces del Segundo Mejor Quinteto Defensivo, liderando al equipo en varias ocasiones para alcanzar los playoffs y ayudando a ganar un título como campeón de la Conferencia Central.
Fue el tercero en partidos jugados (696), minutos jugados (25 750) y robos (5 385), cuarto en puntos (10 233) y tiros de campo convertidos (4 116), y octavo en asistencias (1 815) de la franquicia de los Bulls. Su máxima anotación en un partido fue de 43 puntos (19/36 tiros de campo, 5/6 tiros libres) ante Milwaukee el 5 de marzo de 1969, y estableció su mejor marca reboteadora en 21 frente L.A. Lakers el 30 de noviembre de 1969. También posee dos tripes-dobles conseguidos en Philadelphia (25/11/67) con 22 puntos, 16 rebotes y 13 asistencias, y el conseguido en Phoenix (5/12/69) con 21 puntos, 13 rebotes y 11 asistencias.
Las lesiones cortaron en parte su carrera, y dedicó su atención a entrenar. Debido a su trayectoria con los Chicago Bulls, la franquicia retiró el número 4, la primera camiseta retirada en el equipo de los Bulls.

### Etapa como entrenador
Fue entrenador de los Chicago Bulls durante menos de tres temporadas ganando 94 partidos y perdiendo 121.
Después de la retirada de Frank Layden como entrenador de Utah Jazz en 1988, los Jazz eligieron a Sloan para ser su sucesor. Logró que su equipo fuese uno de los mejores de la liga durante dieciséis temporadas consecutivas metiendo a su equipo en playoffs, durante las que entrenó a jugadores tales como Karl Malone, John Stockton, Jeff Hornacek, Antoine Carr, Tom Chambers, Mark Eaton y Jeff Malone. Alcanzó las finales de la NBA con los Jazz en dos ocasiones (1997 y 1998), perdiendo en ambas frente a su viejo equipo, los Chicago Bulls liderados por Michael Jordan. Para el final de este período, había conseguido junto con Pat Riley y Phil Jackson ganar cincuenta o más partidos en diez o más temporadas. Después del retiro de la columna vertebral del equipo, John Stockton y Karl Malone, Sloan comenzó creando un equipo con estrellas en florecimiento, entre las que se encontraban Carlos Boozer, Andréi Kirilenko y, más adelante, Deron Williams.
En la primavera del 2004, Sloan y su equipo se vieron envueltos en una lucha por la octava posición en la Conferencia Oeste, que habría dado a Sloan su decimoséptimo pase hasta los playoffs. Los Jazz estaban empatados con Denver Nuggets por la octava y última plaza que promete el pase a los playoffs con tres partidos por disputar de la liga regular. Utah Jazz perdió los dos últimos partidos, haciendo a Sloan faltar a los playoffs por primera vez en dieciocho temporadas como entrenador. Después de liderar a este equipo joven, que a pesar de haber pasado por un periodo de desmontaje por las bajas de Stockton y Malone llegó a un balance inesperado de 42-40, Sloan acabó detrás de Hubie Brown (Memphis Grizzlies) en la votación por el entrenador del año NBA 2004, un trofeo que él todavía nunca ha ganado, a pesar de su éxito. Desgraciadamente su esposa Bobbye murió poco después del final de la temporada 2003-04, trayendo consigo especulaciones sobre el estado de su carrera.
Después de temporadas decepcionantes en 2004-05 y 2005-06, el gran juego de los Utah Jazz en la temporada 2006-07 había renovado las esperanzas y rumores de que Sloan sería un candidato fuerte al mejor entrenador de la NBA del año 2007. Pero Sloan perdió el título ante Sam Mitchell, entrenador de los Toronto Raptors, que condujo a su equipo a las 47 victorias, nuevo récord de la franquicia, y a su primer título de la División Atlántico. Sloan perdió por 93 puntos, 394-301. El tercer lugar lo ocupaba Avery Johnson de los Dallas Mavericks con 268 puntos.
Sloan y los Jazz avanzaron a las finales de la Conferencia Oeste el 15 de mayo de 2007 con un balance de 100-87 en victorias derrotas ganando a Golden State Warriors. Era la sexta vez en la historia de la franquicia de Utah en la que alcanzó las finales de la conferencia, ya que no pudo continuar hasta las finales al perder 4-1 contra San Antonio Spurs.
El 11 de febrero, tras haber perdido la noche anterior contra los Chicago Bulls, anunció en rueda de prensa su dimisión, pese a haber renovado hasta 2012 la semana anterior, después de 23 años en el equipo de Utah. Los rumores de su renuncia comenzaron a circular la noche anterior, cuando tras el partido se escuchó una acalorada discusión desde el vestuario con, según los medios, la estrella del equipo Deron Williams, por desobedecer una indicación en el partido. Su sustituto fue Tyrone Corbin.
El 31 de enero de 2013 los Utah Jazz retiraron la Camiseta de Jerry Sloan enumerando la cantidad de partidos que éste dirigió.
El 24 de octubre de 2019 , fue superado por Gregg Popovich en San Antonio Spurs al convertirse en el entrenador más longevo en disputar más temporadas con un mismo equipo, con 24.

## Vida personal
En abril de 2016 reveló que sufría de la enfermedad de Parkinson, que le fue diagnosticada el otoño anterior.

## Fallecimiento
El 22 de mayo de 2020 falleció debido a complicaciones relacionadas con la enfermedad de Parkinson y la demencia de cuerpos de Lewy.